# Angelika Hellmann
Angelika Hellmann (* 10. April 1954 in Halle (Saale), nach Heirat Angelika Keilig) ist eine ehemalige deutsche Gerätturnerin, die von 1970 bis 1976 zur DDR-Nationalmannschaft gehörte. Ihr Heimatverein war der SC Dynamo Berlin.

## Werdegang
Angelika Hellmann war die Tochter des späteren langjährigen NOK-Vizepräsidenten Rudolf Hellmann. Bei den Spartakiaden 1966 und 1968 gewann sie jeweils am Boden und am Stufenbarren. Ihren internationalen Durchbruch hatte sie bei der Weltmeisterschaft 1970 in Ljubljana. Zusammen mit Karin Janz, Marianne Noack, Richarda Schmeißer, Christine Schmitt und Erika Zuchold gewann sie die Silbermedaille im Mannschaftswettbewerb hinter der sowjetischen Riege. Im Mehrkampf erreichte sie den zehnten Platz, am Schwebebalken belegte sie den fünften Platz und im Pferdsprung platzierte sie sich auf dem sechsten Rang. 1971 vertrat Angelika Hellmann zusammen mit Erika Zuchold die DDR bei der Europameisterschaft in Minsk. Nach einem sechsten Platz im Mehrkampf gewann sie am Stufenbarren die Bronzemedaille.
1972 nahm Angelika Hellmann an den Olympischen Spielen in München teil. Die Mannschaft der DDR gewann Silber hinter der sowjetischen Riege in der Besetzung Irene Abel, Angelika Hellmann, Karin Janz, Richarda Schmeißer, Christine Schmitt und Erika Zuchold. Im Mehrkampf belegte Hellmann den sechsten Platz, am Boden erreichte sie den fünften Platz und am Stufenbarren wurde sie Sechste. 1973 gewann Angelika Hellmann bei der DDR-Meisterschaft den Mehrkampf und am Stufenbarren. Bei der Europameisterschaft 1973 in London traten Kerstin Gerschau und Angelika Hellmann für die DDR an. Hellmann belegte den fünften Platz im Mehrkampf. Am Stufenbarren gewann Hellmann Silber hinter Ljudmila Turischtschewa und im Pferdsprung erreichte Angelika Hellmann die gleiche Punktzahl wie Turischtschewa, so dass beide den Europameistertitel erhielten.
1974 gewann Angelika Hellmann zwei weitere DDR-Meistertitel, als sie neben dem Mehrkampf auch im Bodenturnen erfolgreich war. Bei der Weltmeisterschaft 1974 in Warna gewann die DDR-Riege mit Irene Abel, Heike Gerisch, Angelika Hellmann, Bärbel Röhrich, Richarda Schmeißer und Annelore Zinke erneut Silber hinter der sowjetischen Mannschaft. Im Mehrkampf gewann Hellmann Bronze hinter Turischtschewa und Olga Korbut. Hellmann bewies ihre Ausgeglichenheit durch das Erreichen aller Gerätefinals, am Stufenbarren belegte sie den vierten Platz, im Pferdsprung erreichte sie den fünften Platz, am Boden und am Schwebebalken wurde sie jeweils Sechste. Zum Abschluss ihrer Karriere trat Hellmann bei den Olympischen Spielen 1976 in Montreal an. Zusammen mit Carola Dombeck, Gitta Escher, Kerstin Gerschau, Marion Kische und Steffi Kräker gewann sie Bronze hinter der sowjetischen Mannschaft und den Rumäninnen. Als 13. im Mehrkampf konnte sich Hellmann nur für ein Gerätefinale qualifizieren, am Schwebebalken belegte sie den fünften Platz.
Nach dem Abschluss ihres Sportstudiums war Angelika Hellmann Trainerin bei Dynamo Berlin. Von 1990 bis 1994 war sie Bundestrainerin.

## Auszeichnungen
- 1972 und 1976[1] – Vaterländischer Verdienstorden in Bronze